# Майдан Незалежности (станция метро)
«Площадь Независимости» (укр. «Майдан Незалежності» (слушать)о файле) — 15-я станция Киевского метрополитена. Расположена в Печерском районе, на Оболонско-Теремковской линии, между станциями «Почтовая площадь» и «Площадь Украинских Героев».
Открыта 17 декабря 1976 года под названием «Площадь Калинина» (укр. Площа Калініна) в составе первой очереди строительства Куренёвско-Красноармейской линии. Менее чем через год, 17 октября 1977 года, в честь празднования 60-летия Октябрьской социалистической революции, одновременно с переименованием центральной площади города станция также сменила название — «Площадь Октябрьской Революции» (укр. Площа Жовтневої революції). При этом в метро уже была станция с названием «Октябрьская» («Жовтневая», ныне «Берестейская»).
Нынешнее название — с 26 августа 1991 года. Пассажиропоток — 39,1 тыс. чел./сутки (2009 год). Станция была закрыта для пассажиров с 26 февраля по 20 декабря 2022 года в связи со вторжением России на Украину. В данный период станция работала только в режиме бомбоубежища. В феврале 2023 года на станции прошёл финал отборочного конкурса на Евровидение-2023 в Ливерпуле.

## Конструкция
Станция глубокого заложения (≈71 м). Имеет подземный зал с островной посадочной платформой. Своды зала станции опираются на два ряда колонн. Станция имеет один выход, средний зал при помощи эскалаторного туннеля с четырёхленточным одномаршевым эскалатором соединён с подземным вестибюлем, который выходит в подземный переход под площадью Независимости. Наземный вестибюль отсутствует.

## Оформление
Центральная станция Оболонско-Теремковской линии, первая пересадочная. Станция глубокого заложения с новой конструктивной схемой — колонная. Внутреннее подземное пространство самой станции полностью раскрыто благодаря применению конструкций с металлическими колоннами-пилонами небольшого сечения, в результате чего средний и боковой залы сливаются в единый объём. Необычна форма колонн — они словно сделаны из плиссированной белой бумаги. Неудачным оказалось закарнизное освещение, которое согласно замыслу авторов должно было «оторвать» своды от колонн. В 1980-е годы разрабатывались варианты модернизации освещения станции, однако из-за недостатка средств они не были реализованы. Здесь впервые (наряду со станцией «Красная, ныне Контрактовая, площадь») в киевском метро путевые стены были облицованы мрамором, а не кафельной плиткой. Оформление станции посвящено событиям первых лет советской власти — борьбе за власть советов, индустриализации, электрификации, развитию промышленности.
До первого переименования станции частью её оформления был профильный портрет-барельеф М. И. Калинина, впоследствии перенесённый на киевский завод имени Калинина (ныне не существует).

## Пересадки
Является частью пересадочного узла между Оболонско-Теремковской и Святошинско-Броварской линиями. Станция «Майдан Незалежности» связана со станцией «Крещатик» двумя переходами — эскалаторным и пешеходным туннелями. Переход в торце центрального зала, оборудованный четырёхленточными одномаршевыми эскалаторами, был открыт в 1976 году, одновременно со станцией. Второй, обходной пешеходный тоннель, выход из которого расположен по центру зала, был построен и открыт 3 декабря 1986 года, после того, как выяснилось, что первый переход между линиями не справлялся с пиковым пассажиропотоком.
В утренние и вечерние часы «пик» пересадки работают в одностороннем режиме с разведением пассажиропотоков: пешеходный (длинный) тоннель — в направлении с «Крещатика» на «Майдан Незалежности», а эскалаторный (короткий) — с «Майдана Незалежности» на «Крещатик». При этом все четыре ленты эскалаторов работают на подъём. В остальное время короткий переход работает в двустороннем режиме. Около входов на пересадки со стороны станции «Крещатик» размещены объявления с режимом их работы, а также световые (красный/зелёный) указатели.
Немалая длина пешеходного тоннеля создаёт неудобства для пассажиров. Согласно Государственной программе развития метрополитенов до 2010 года тут было запланировано провести реконструкцию с установкой траволатора. В начале 2012 года был проведён ремонт переходного тоннеля, поверх асфальтового напольного покрытия было уложено гранитное, которое из-за своей скользкости вызвало много нареканий пассажиров. В связи с этим, в 2013 году планировалась установка разделительных барьеров с поручнями вдоль всего пешеходного тоннеля.

## Изображения

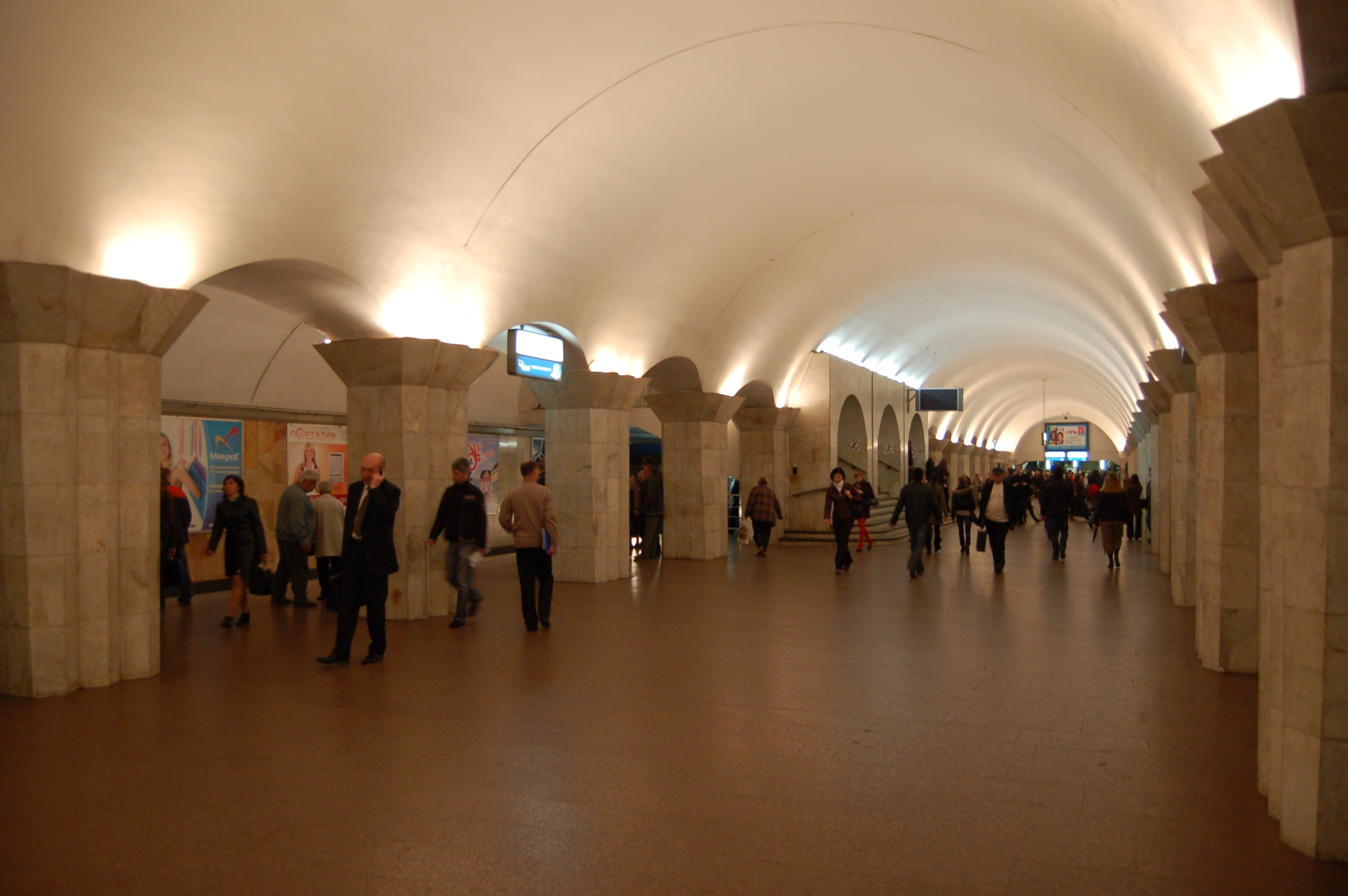
Центральный зал станции
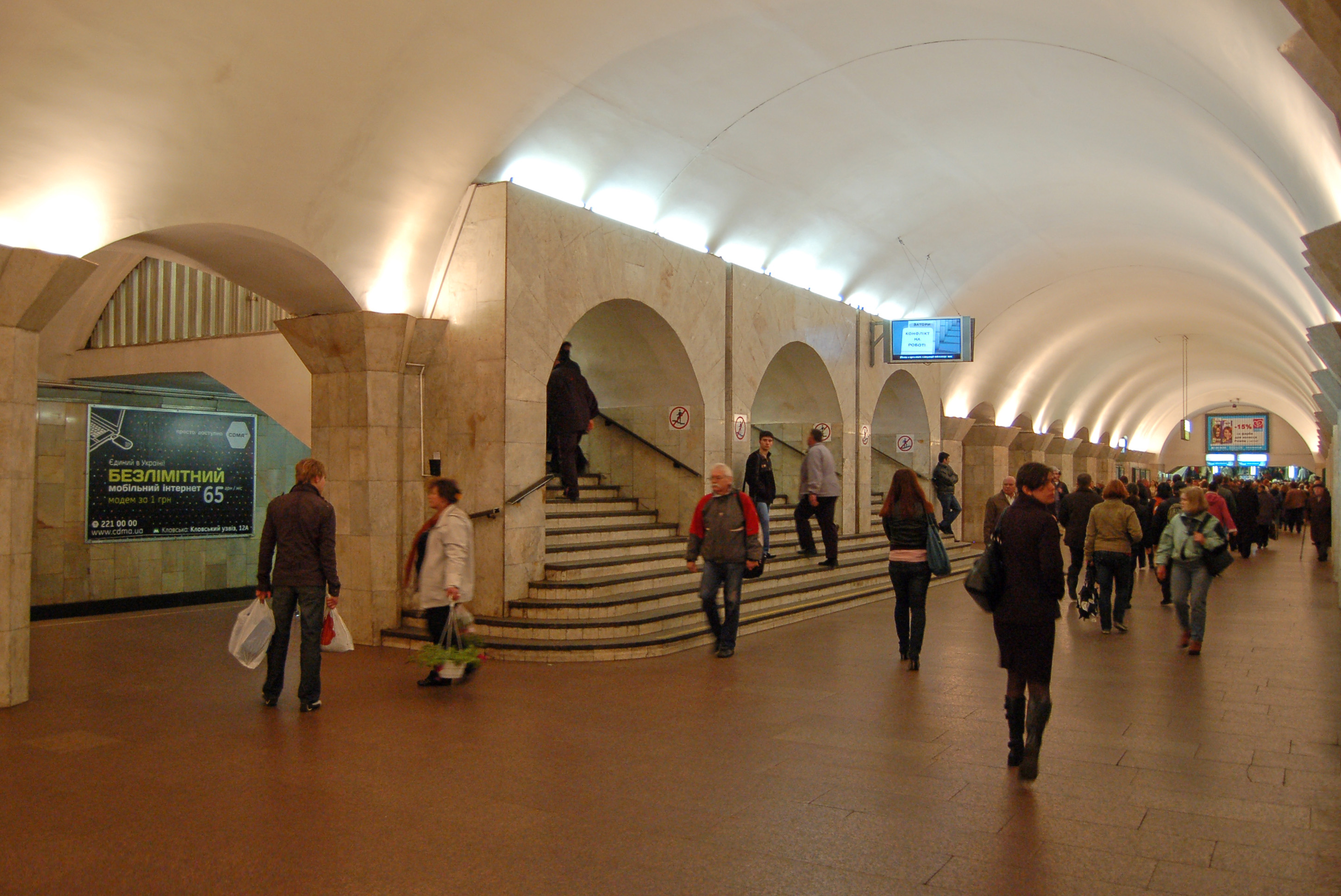
Выход из перехода (длинного) со станции «Крещатик»
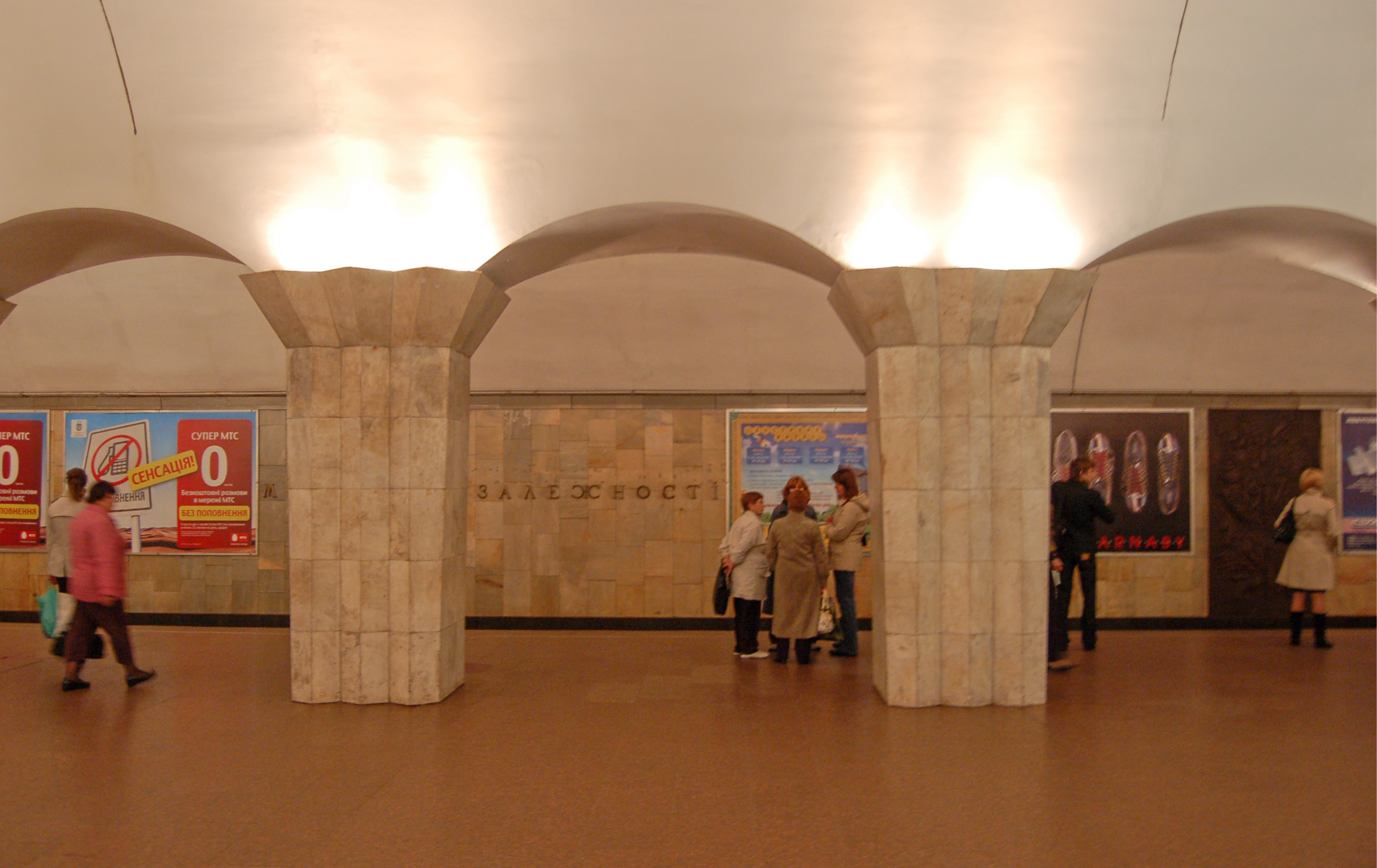
Форма колонн станции
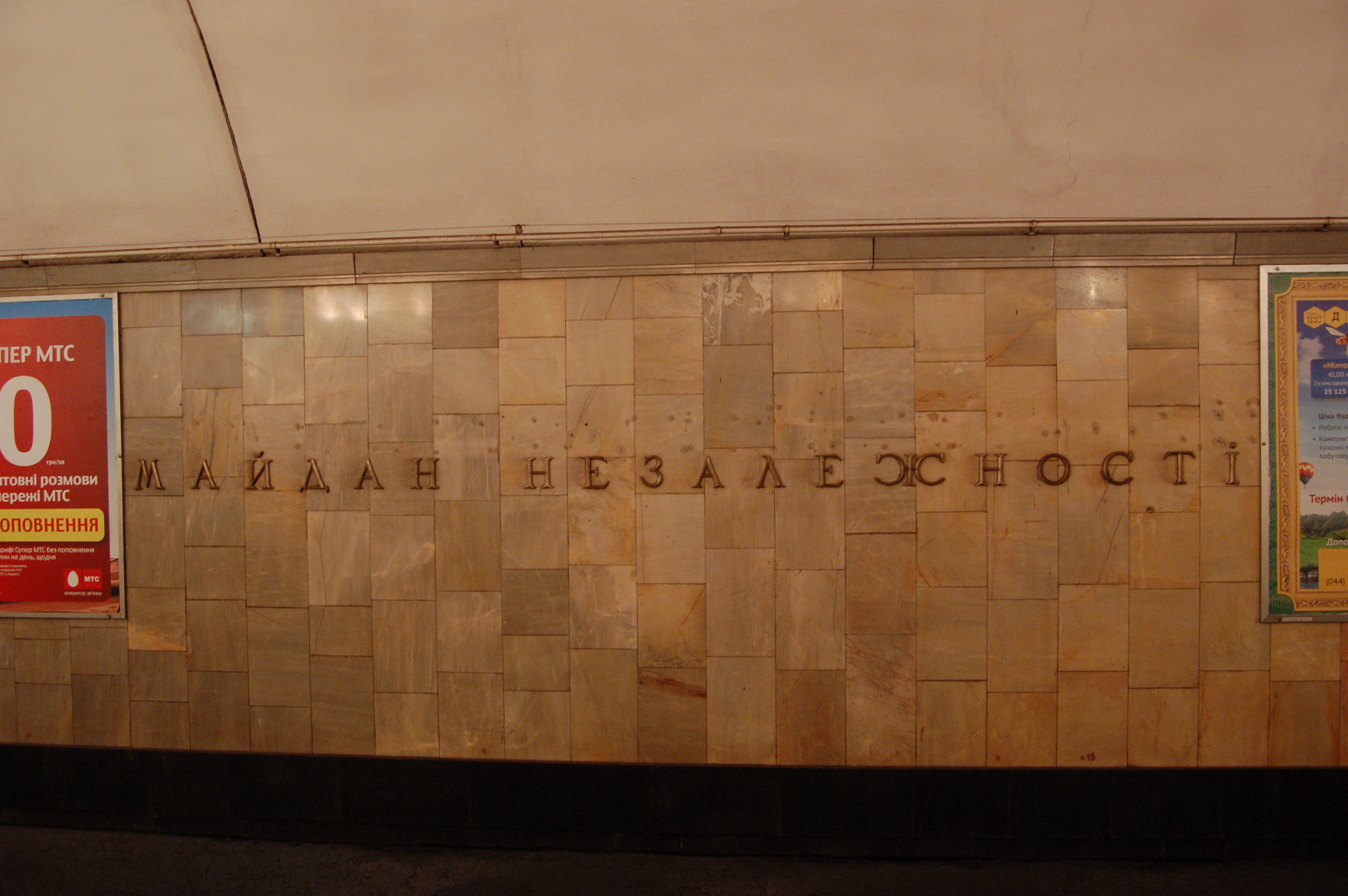
Название станции на путевой стене
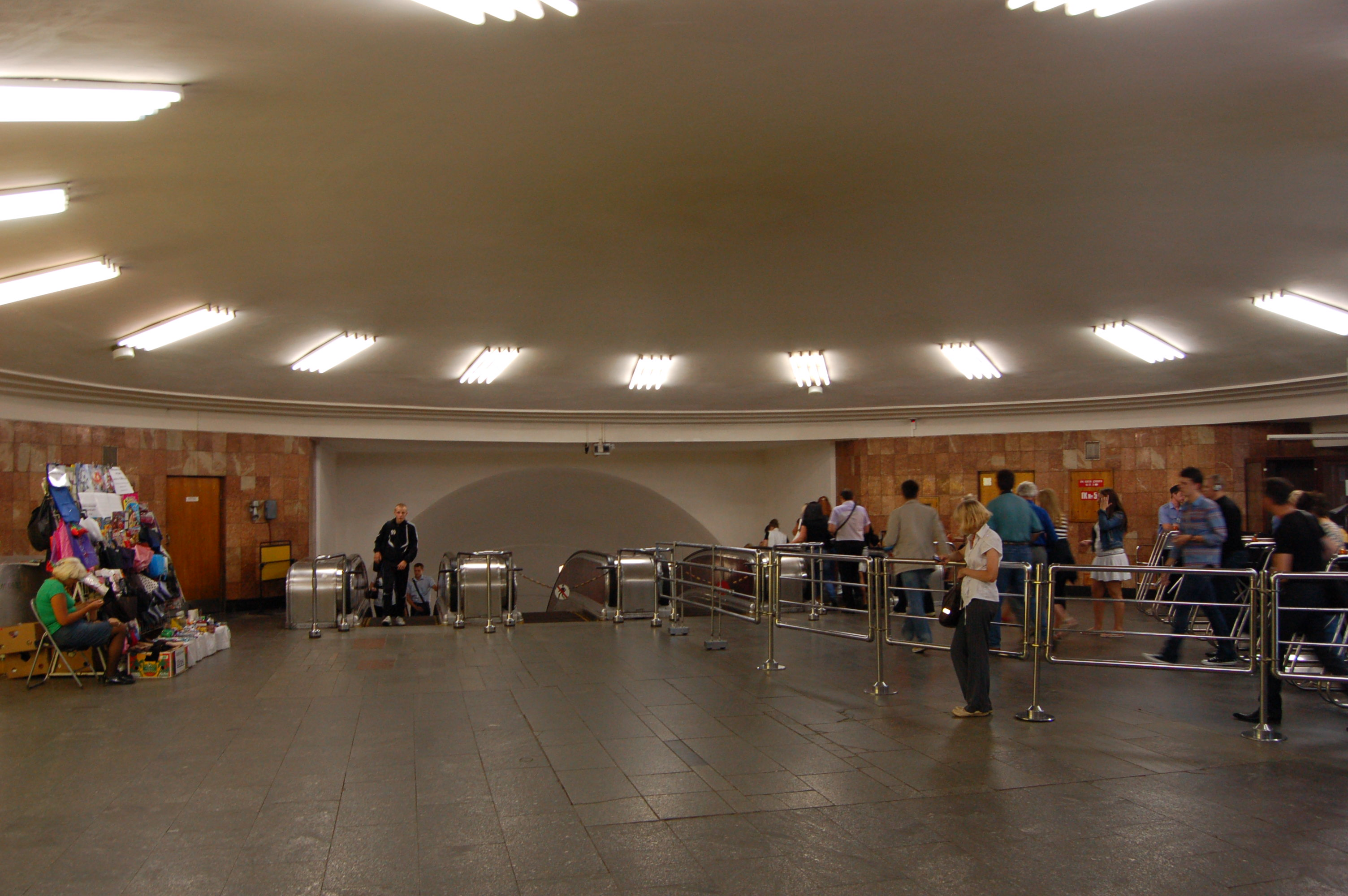
Подземный вестибюль станции
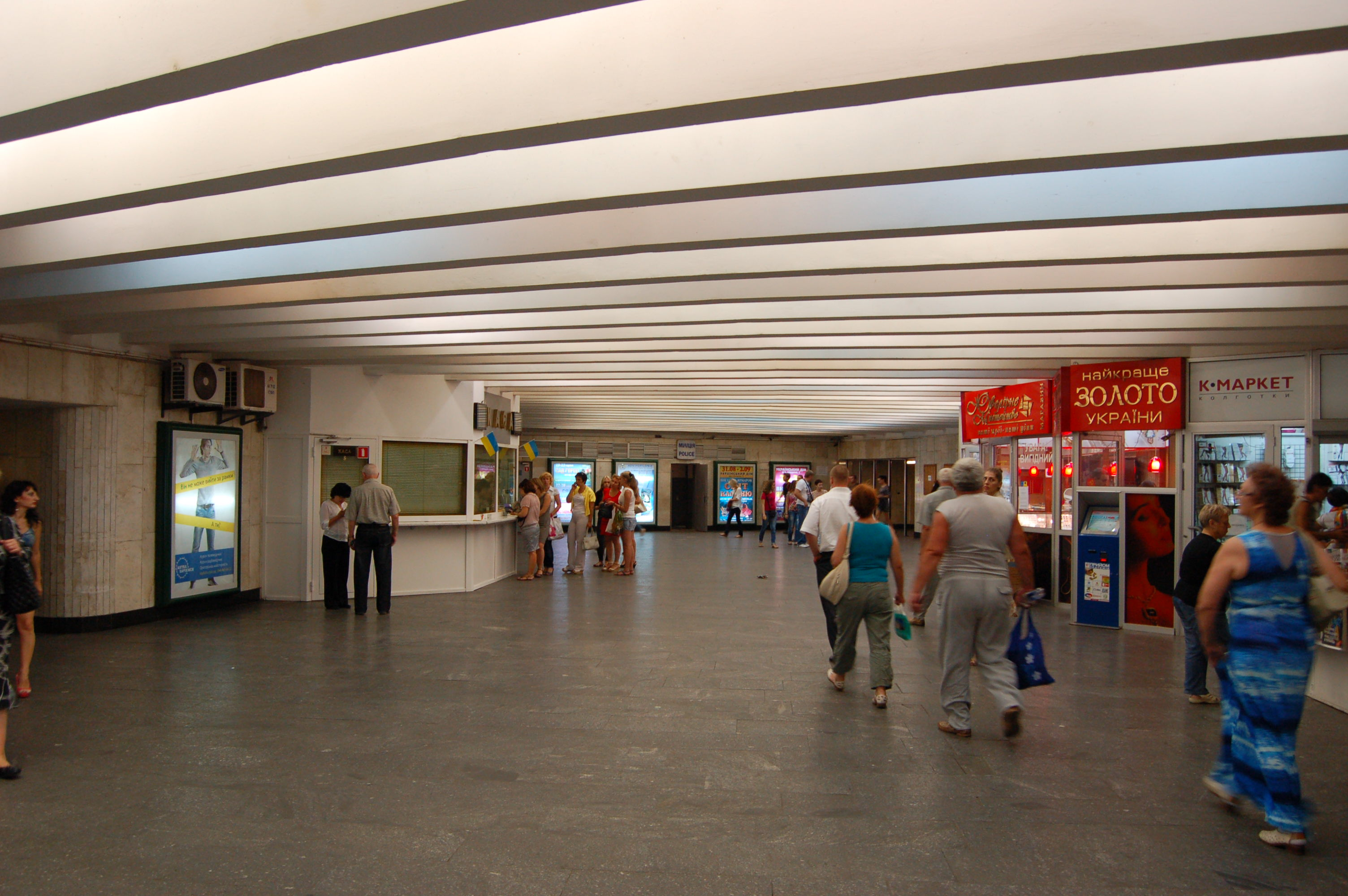
Кассовый зал станции

Дверцы на путевой стене
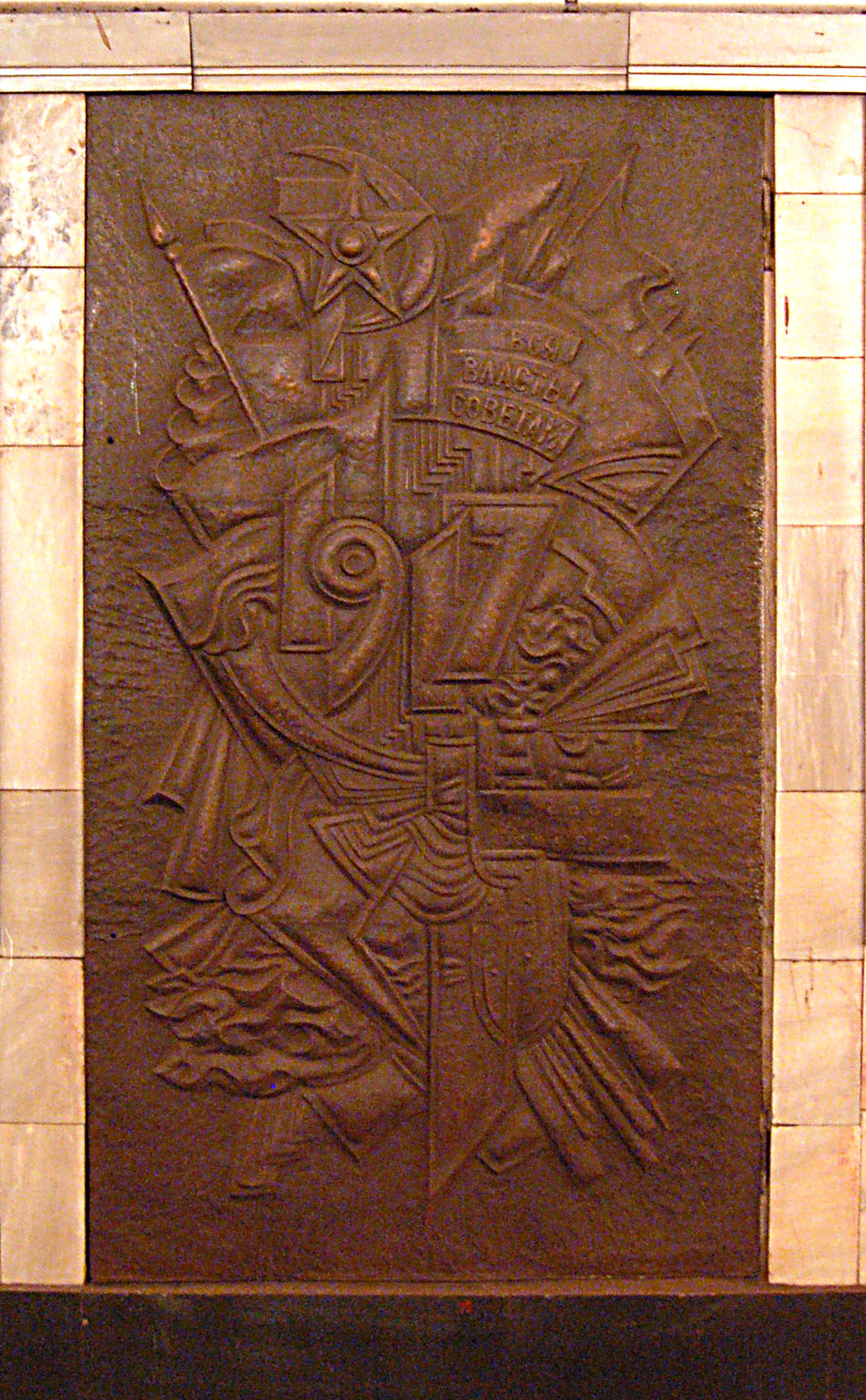
Дверца «1917»
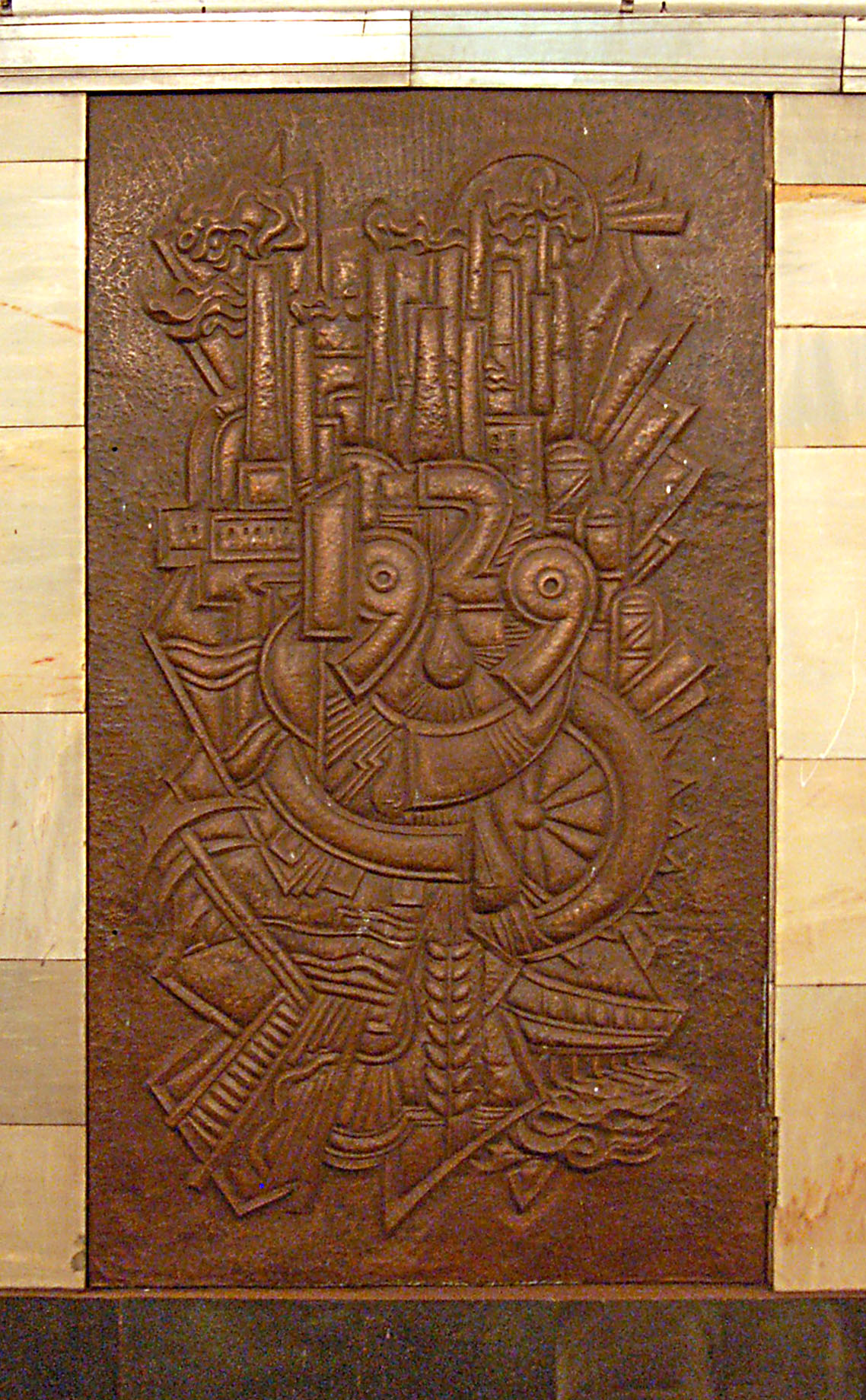
Дверца «1929»
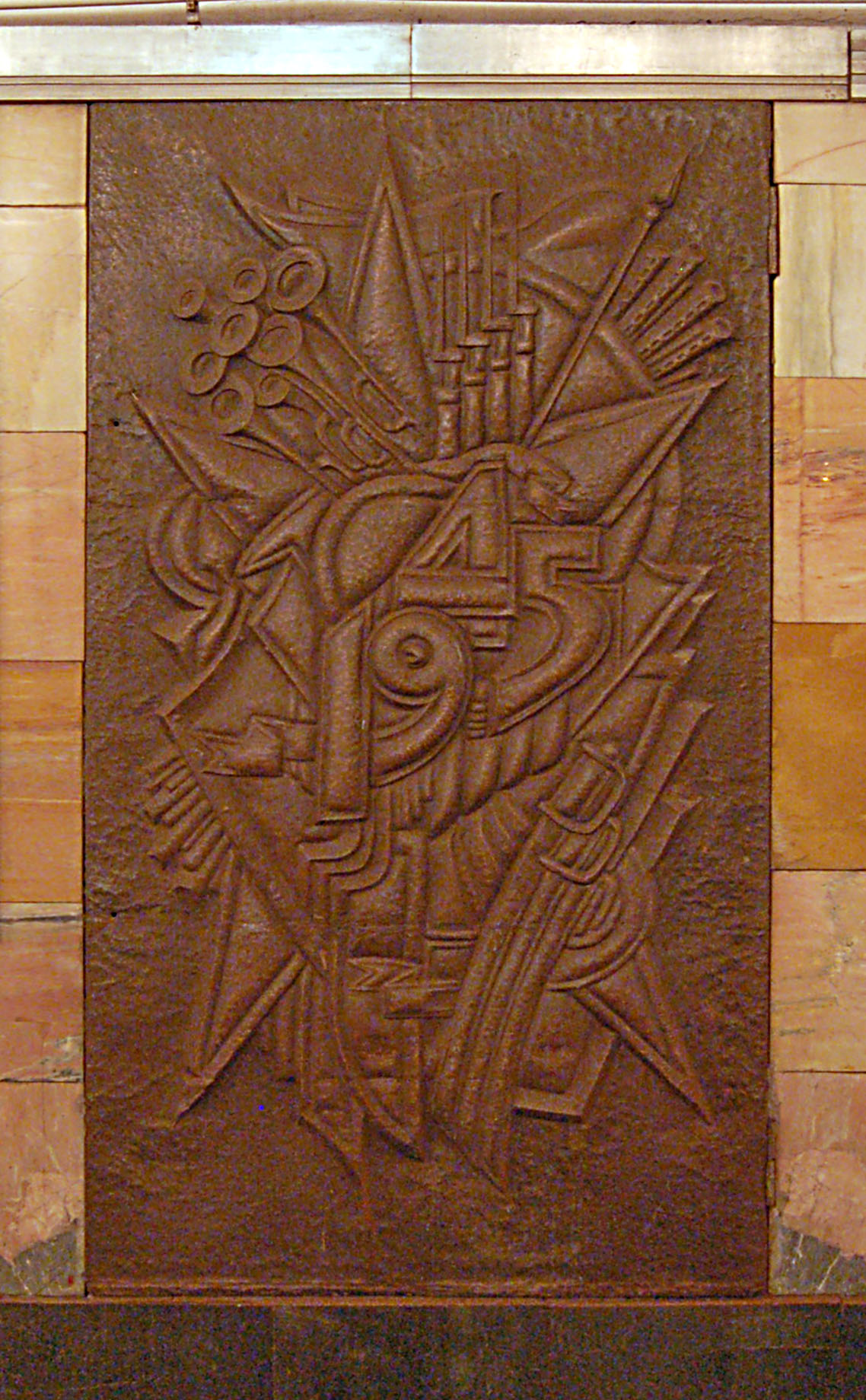
Дверца «1945»
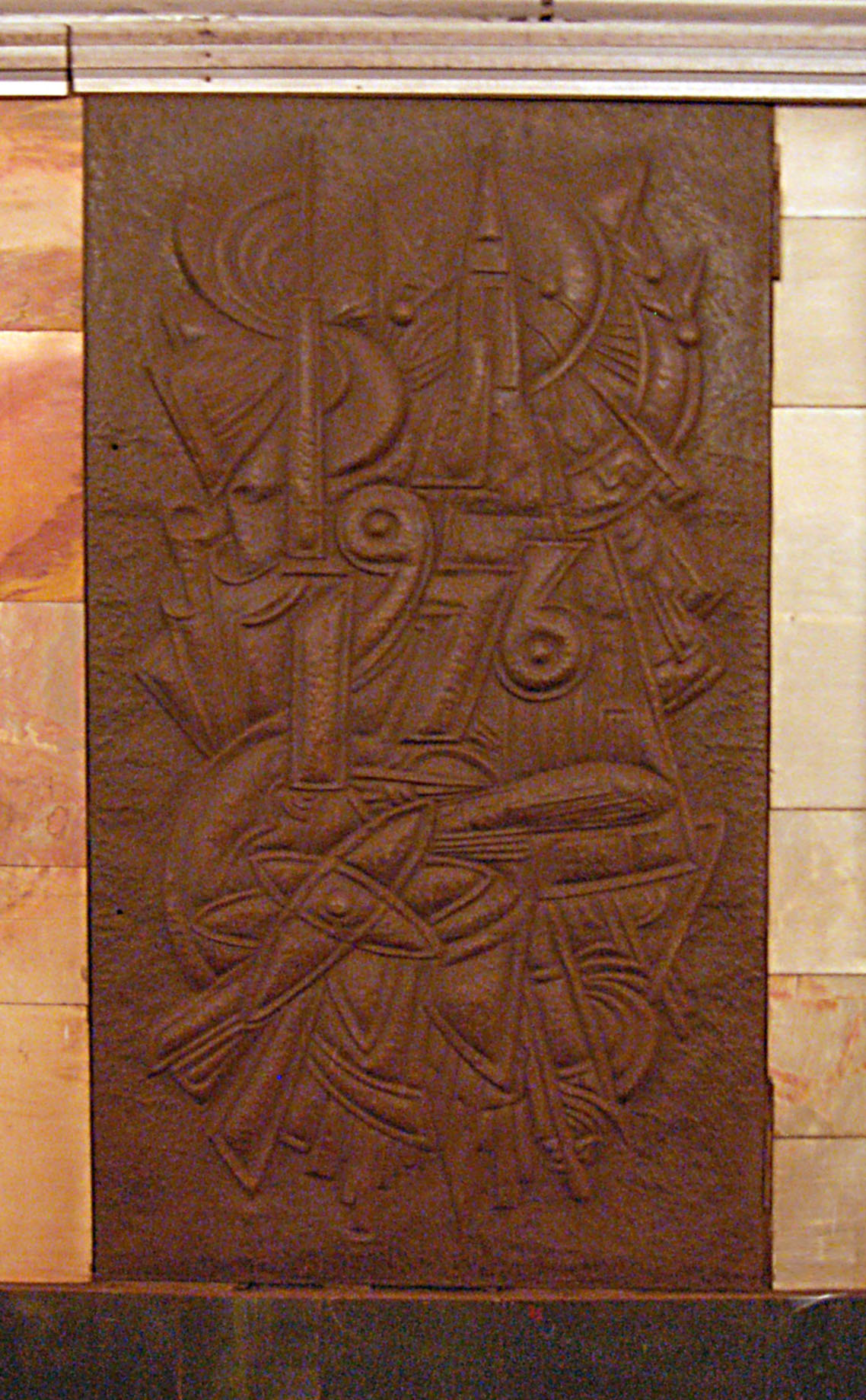
Дверца «1976»

Пересадочные узлы
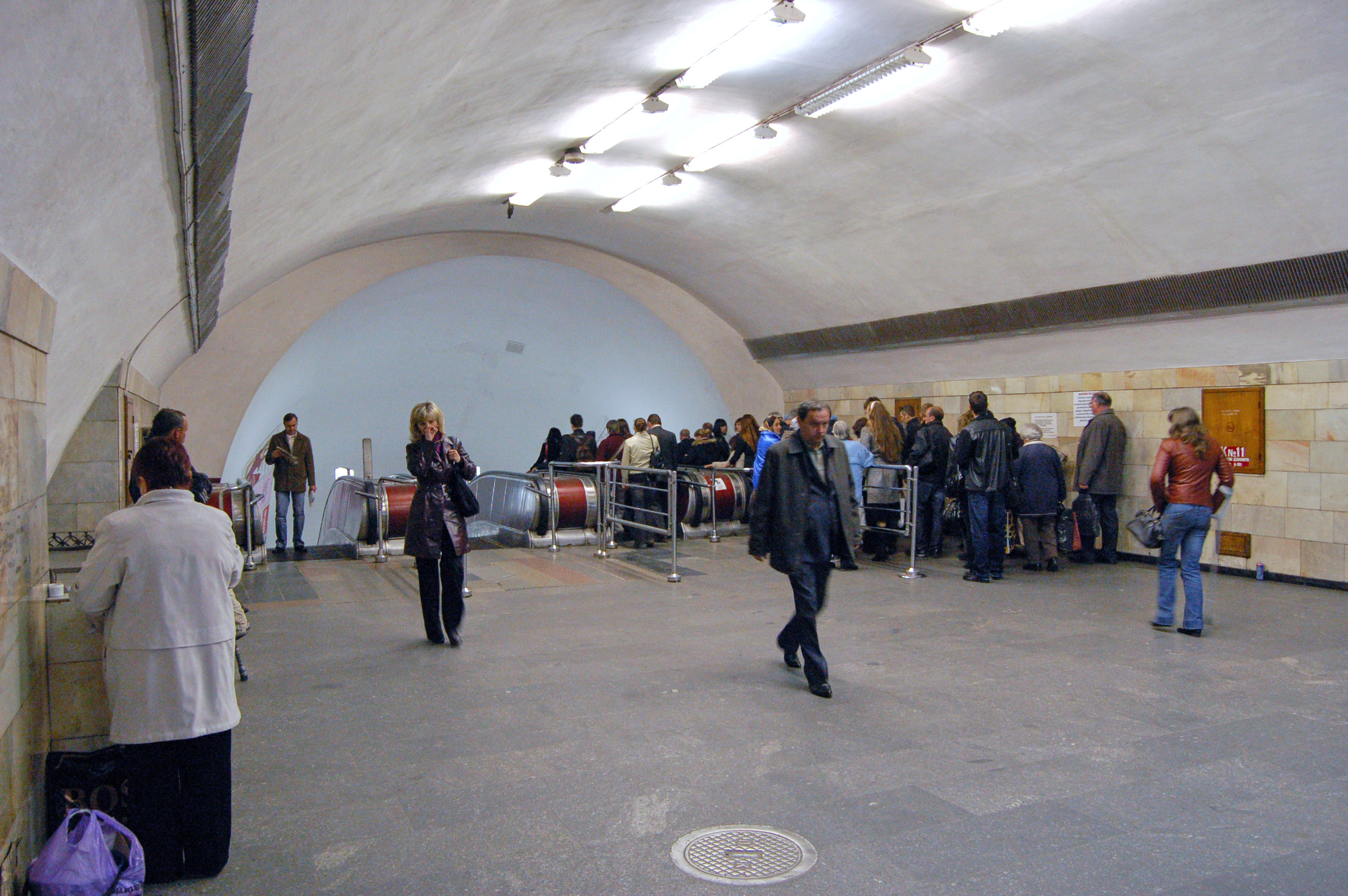
Аванзал около эскалаторов
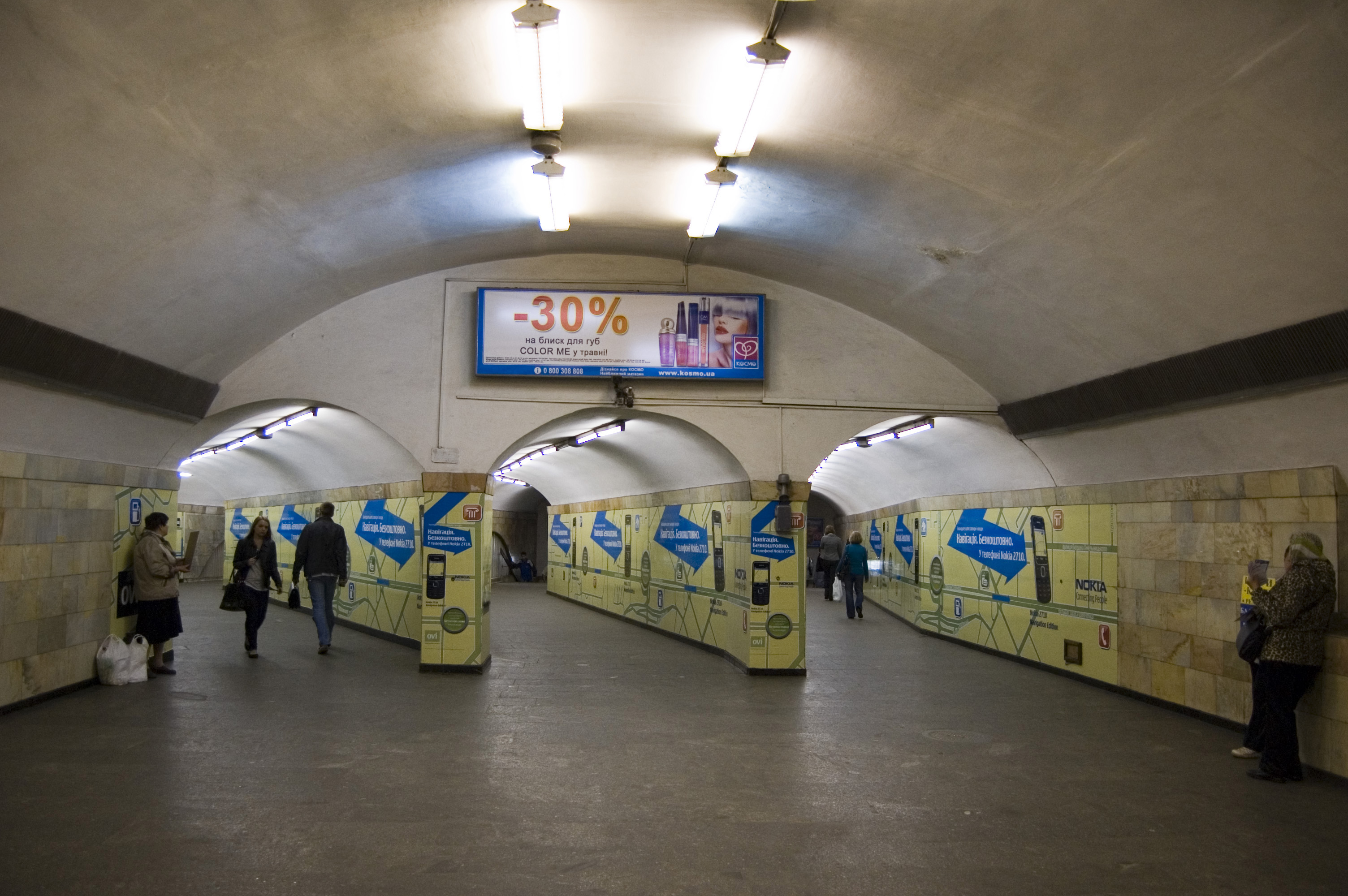
Аванзал около эскалаторов, вид в сторону «Крещатика»
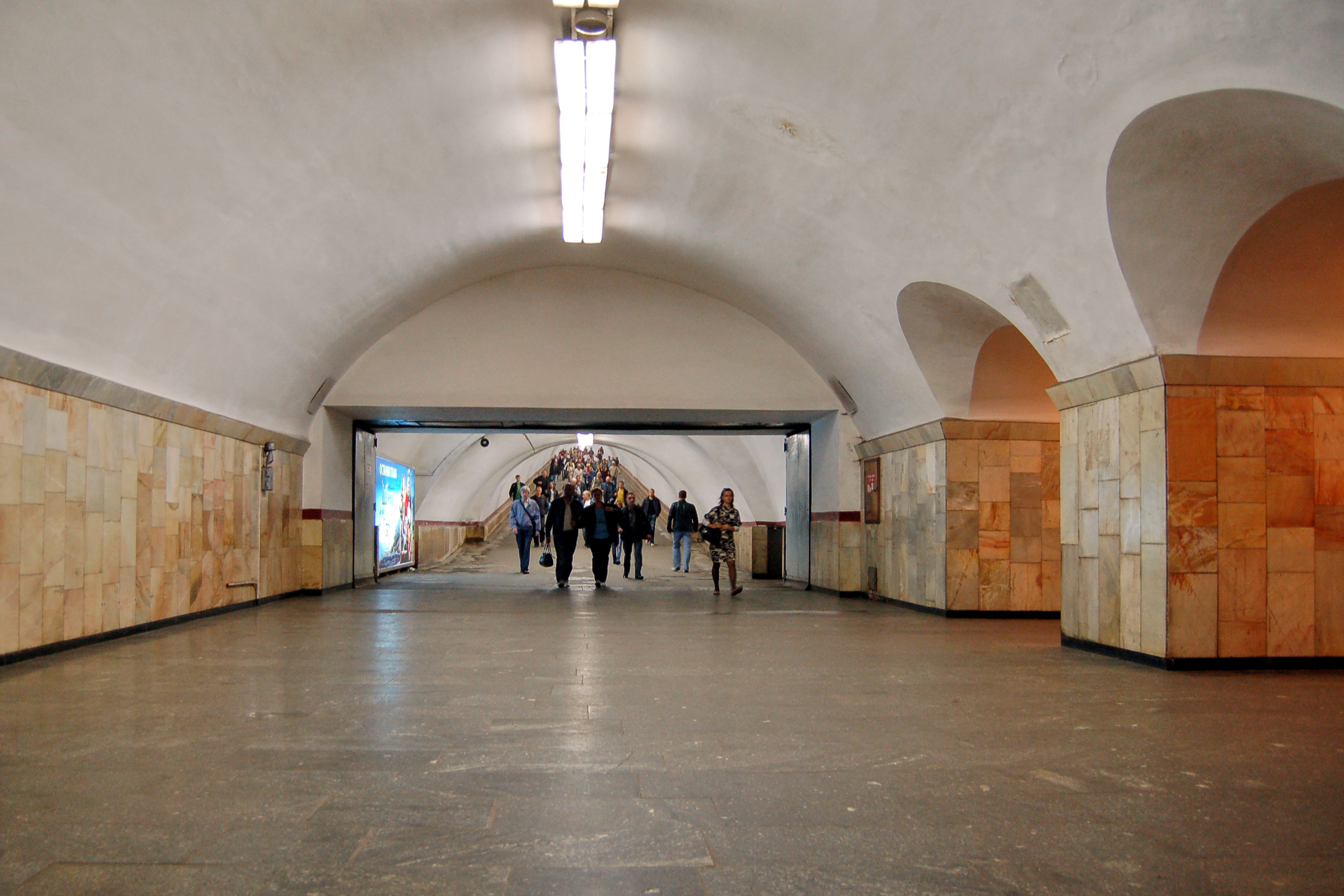
Аванзал возле станции «Площадь Независимости»
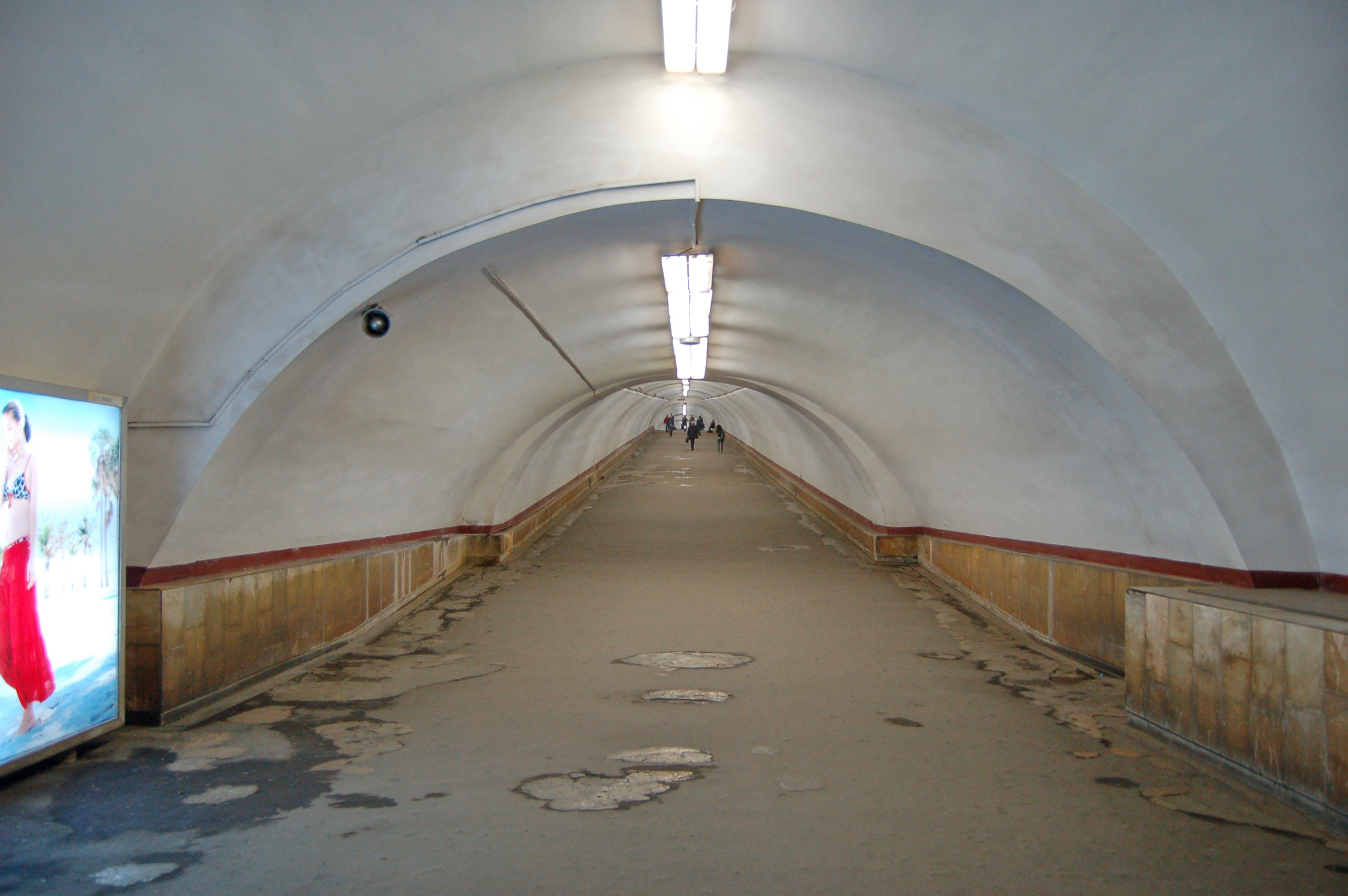
Пешеходный тоннель
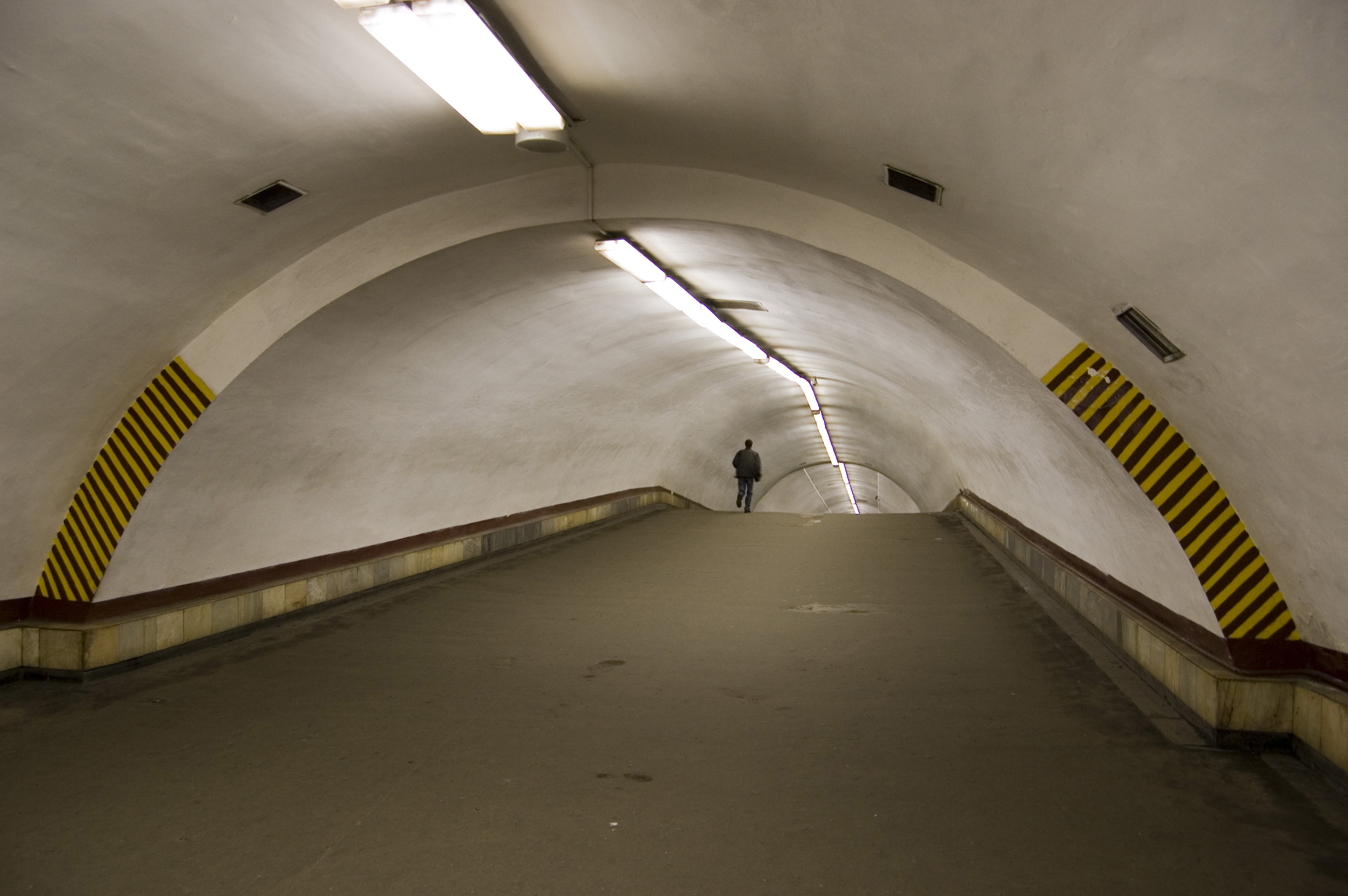
Пешеходный тоннель
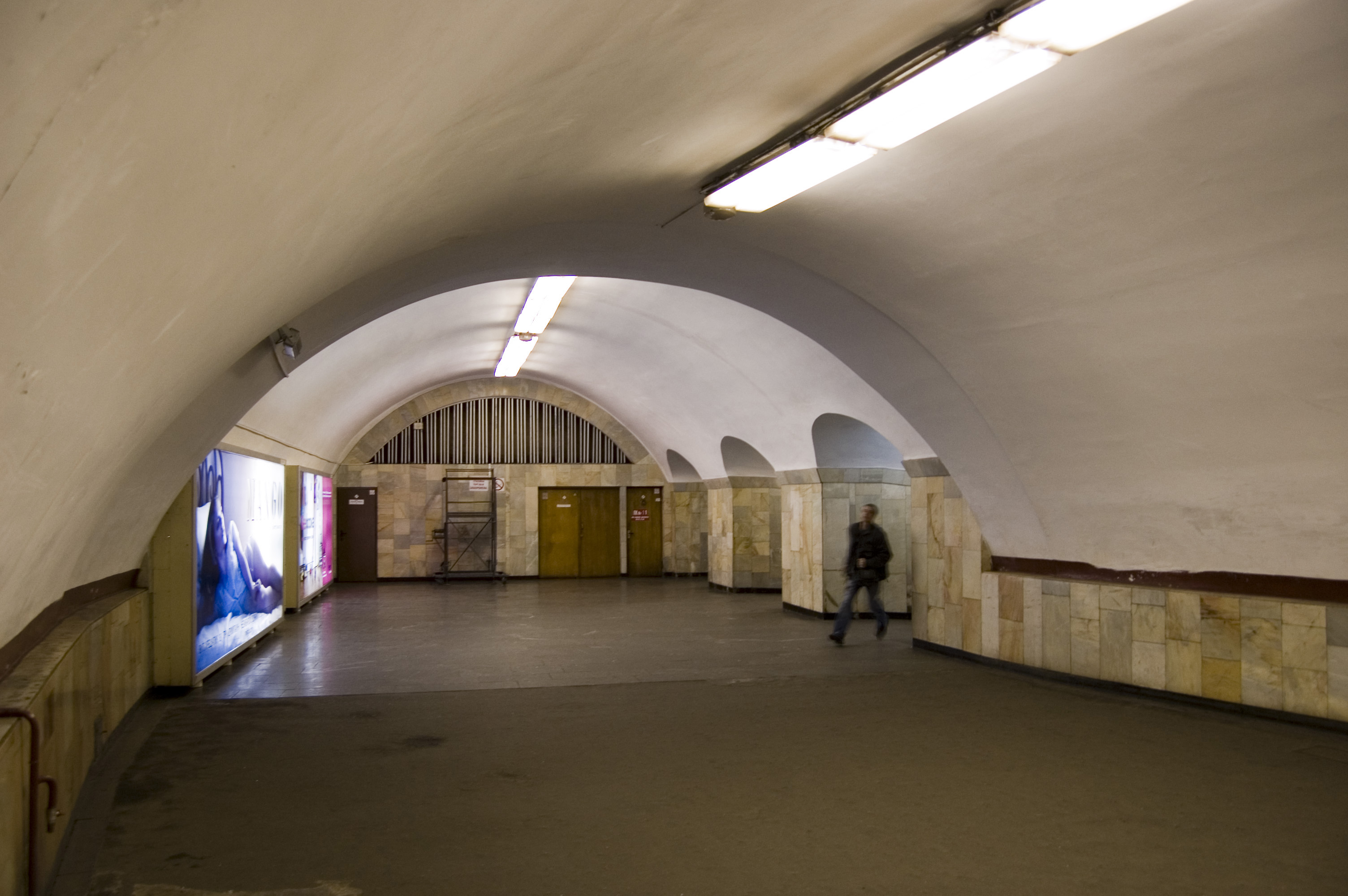
Аванзал промежуточный
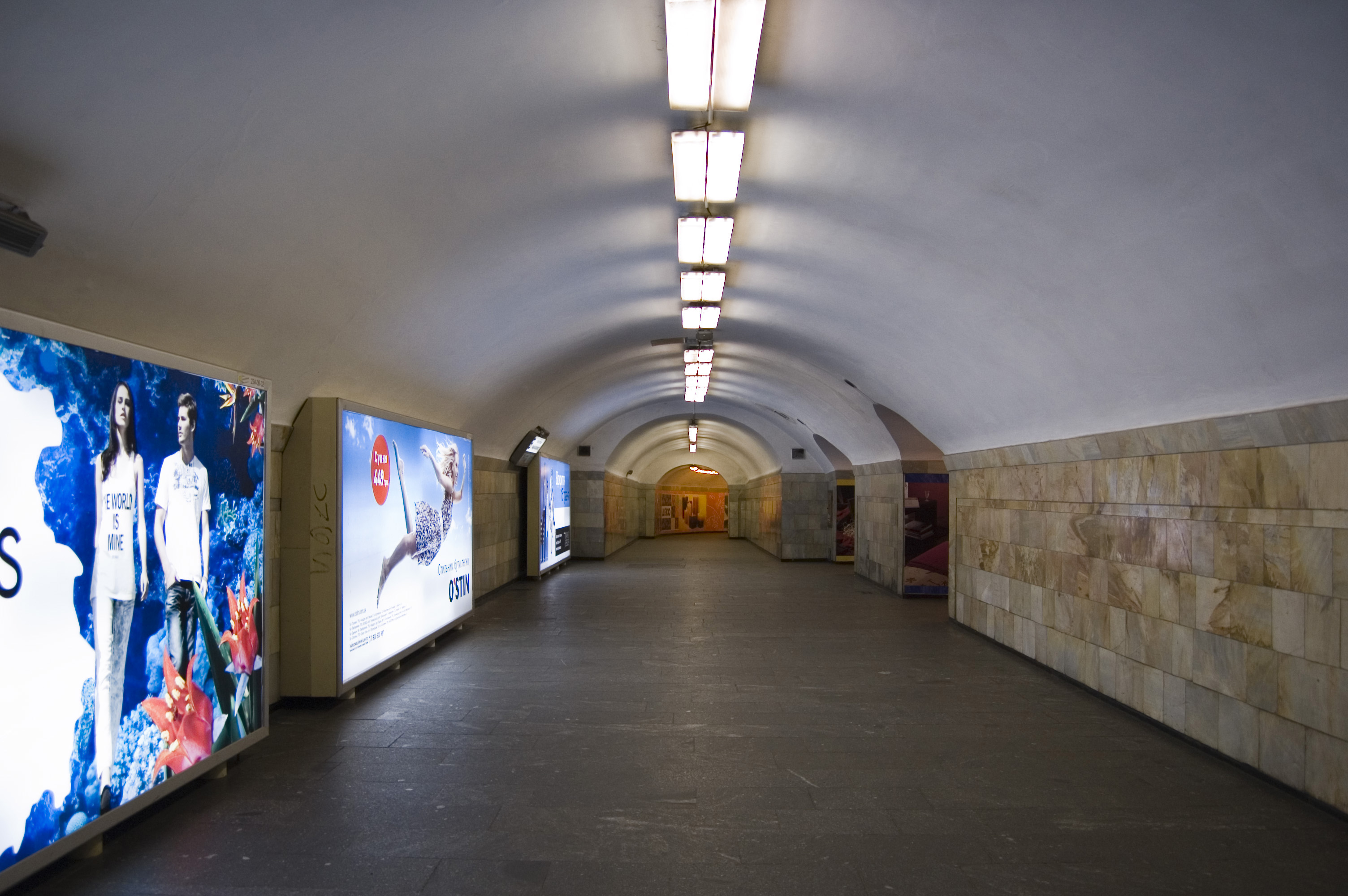
Аванзал возле станции «Крещатик»
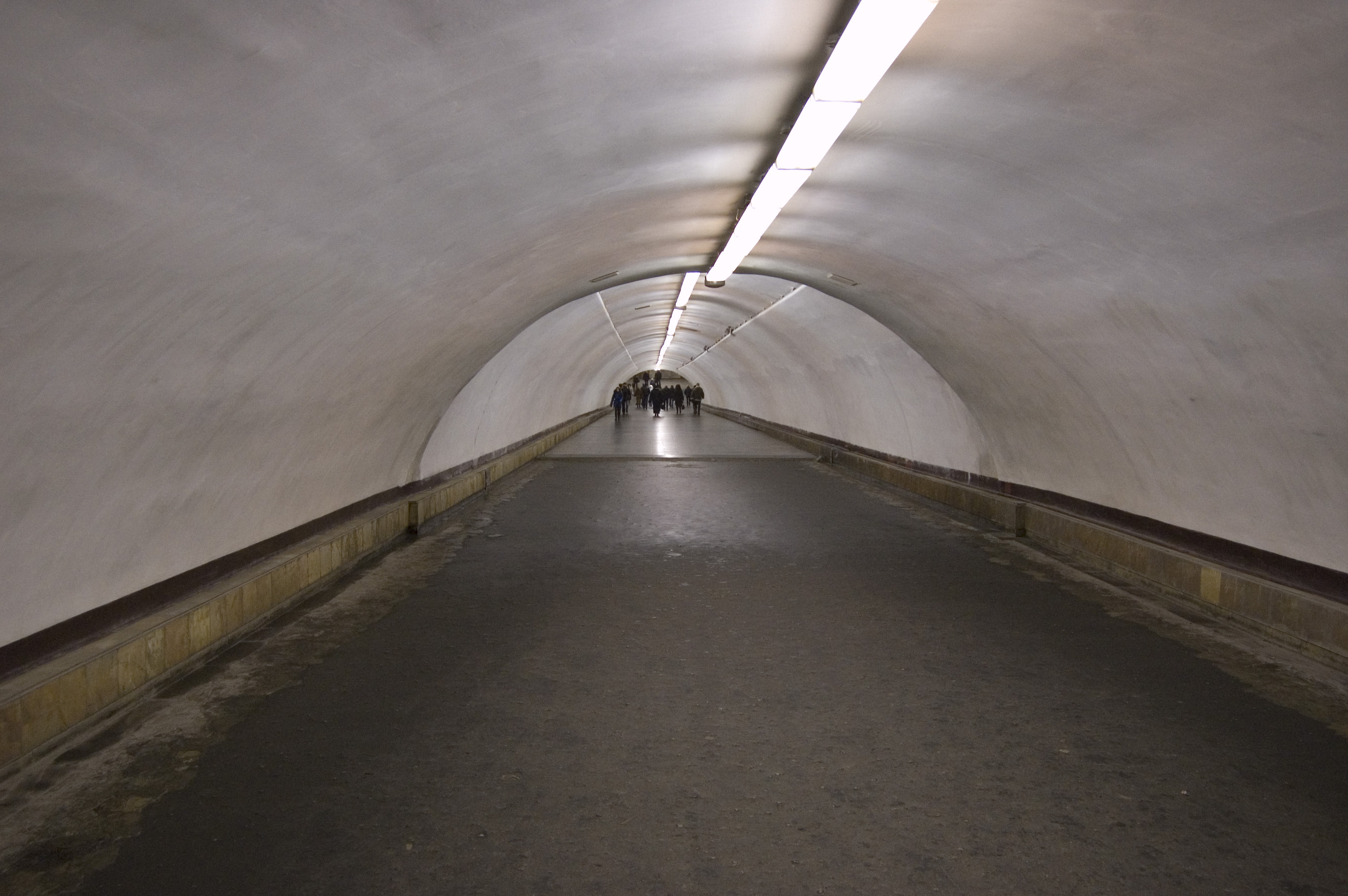
Во время укладки гранитного покрытия пола

## Режим работы
Открытие — 5:40, закрытие — 22:38. В режиме бомбоубежища станция работает круглосуточно.
Отправление первого поезда в направлении:
- ст. «Героев Днепра» — 5:47
- ст. «Теремки» — 5:48

Отправление последнего поезда в направлении:
- ст. «Героев Днепра» — 22:50
- ст. «Теремки» — 22:45

Переход на станцию «Крещатик» работает с 5:45 до 22:25.